# Graeconiscus tricornis
Graeconiscus tricornis är en kräftdjursart som först beskrevs av Hans Strouhal1937.  Graeconiscus tricornis ingår i släktet Graeconiscus och familjen Trichoniscidae. Inga underarter finns listade i Catalogue of Life.